# ماريا سيشرتشي روبالا
ماريا تشيشيرشي روبالا (بالرومانية: Maria Cicherschi Ropală)‏ ( مواليد عام 1881-وفيات عام 1973)، هي طبيبة رومانية وأستاذة في جامعة غريغور تي. بوبا للطب والصيدلة. كانت أول محققة وفيات في أوروبا.